# Frente Árabe Palestino
El Frente Árabe Palestino (ár: al-yubhat al-arabiya al-filastiniya; الجبهة العربية الفلسطينية) es un pequeño grupo nacionalista palestino que actúa en el marco de la Autoridad Nacional Palestina. El FAP fue fundado el 11 de octubre de 1968.

## Políticas
El PAF apoya el derecho al retorno de los exiliados palestinos, la destrucción del Muro de Cisjordania, la liberación de palestinos encarcelados en Israel, la formación de un estado independiente en Palestina con Jerusalén como capital, y la erradicación de los asentamientos israelíes en Cisjordania.
Otros objetivos del grupo son de carácter  panárabe, como el refuerzo de la Liga Árabe. Apoya también la unidad de los estados islámicos y la cooperación económica con ellos. El grupo denuncia la corrupción administrativa del gobierno de la ANP y promueve los derechos de las mujeres. 
El PAF apoyó la candidatura de Mahmoud Abbas a presidente de la ANP en las elecciones de 2005. En 2006 hizo campaña de forma independiente en las elecciones por el Consejo Legislativo Palestino sin obtener ninguna banca. Su lista, denominada "Libertad e Independencia", obtuvo 4.398 votos. Además de la lista, que fue encabezada por Salim al Bardeni e incluía a un total de diez candidatos, el grupo postuló un solo candidato para las circunscripciones uninominales, que fue Ishak Mahmoud Ishak Bahis, de Al Jalil.

## Organización
El grupo tiene un Comité Central y un Politburó. El Secretario General del FAP es Yamil Shegadeh, llamado Abu Khalid, y el secretario del Comité Central es Salim al-Bardeni, quien fue jefe de la policía palestina.

## Ramas
El FAP cuenta con varias ramas u organizaciones que actúan en distintos ámbitos:
- Unión Palestina de Comités de Lucha Estudiantil-اتحاد لجان كفاح الطلبة الفلسطيني
- Unión de Comités de Lucha Docente-اتحاد لجان كفاح المعلمين
- Sociedad para la Promición de la Familia-جمعية النهوض بالاسرة
- Comité de Reconciliación-لجنة الاستيطان
- Unión Palestina de Comités de Lucha de la Mujer-اتحاد لجان كفاح المرأة الفلسطيني
- Unión Palestina de Comités de Lucha Obrera-اتحاد لجان كفاح العمال الفلسطيني
- Sociedad de Caridad Jerusalén-جمعية القدس الخيرية
- Sociedad de Tierra y Beneficencia-جمعية البر والاحسان

### Publicaciones
- al-Yamahir-الجماهير (Las masas), periódico.
- al-Taydíd'-التجديد (La renovación), boletín.

- Datos: Q3088433